# کارن کلارک (ورزشکار)
کارن کلارک (انگلیسی: Karen Clark؛ زادهٔ ۹ آوریل ۱۹۷۲) ورزشکار شنای موزون اهل کانادا است.
وی در مسابقات کشوری و بین‌المللی در مجموع برندهٔ ۵ مدال نقره شده‌است.